# Бережанська центральна районна клінічна лікарня
Бережанська центральна районна клінічна лікарня — лікувальний заклад у м. Бережанах Тернопільської області України.

## Історія

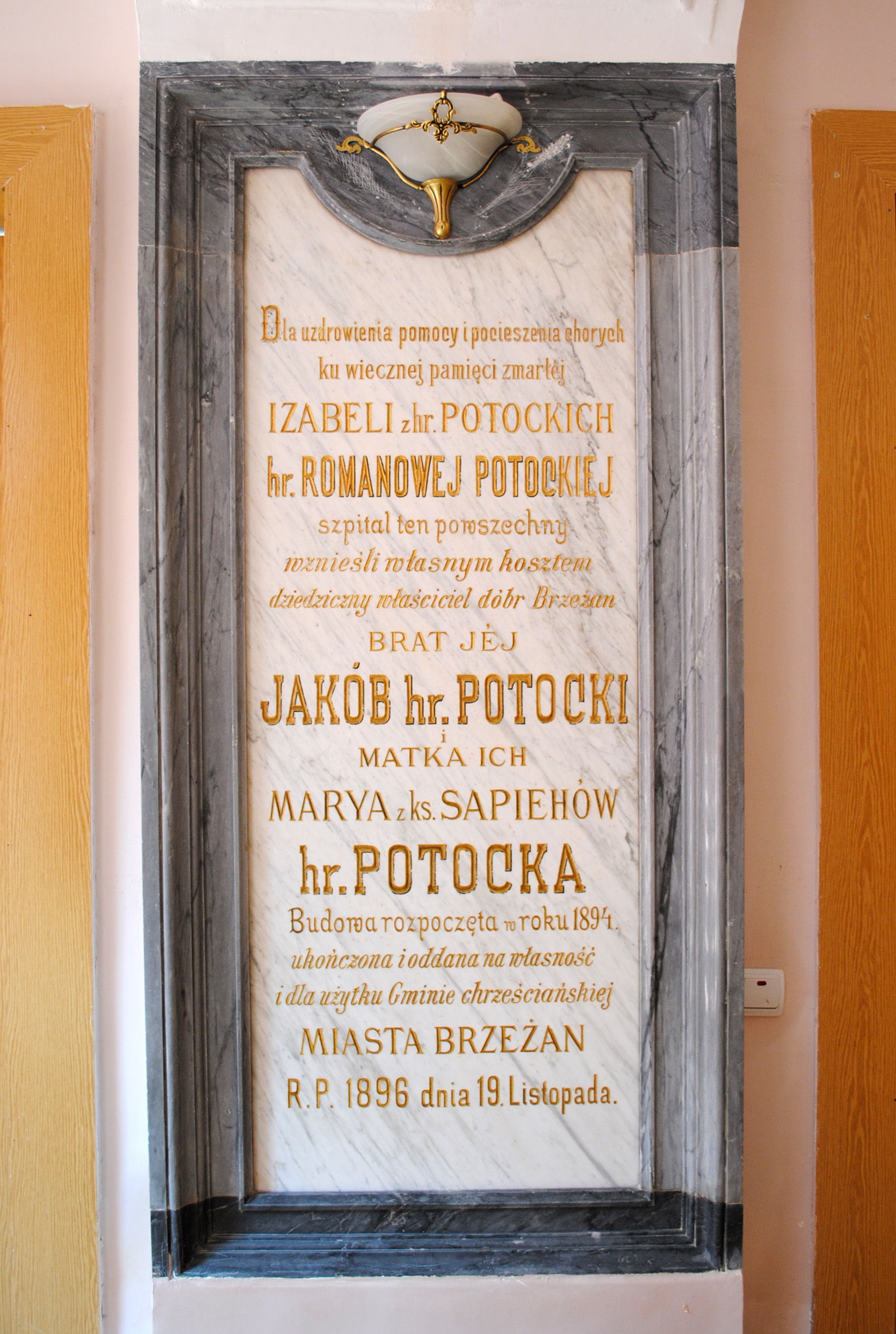
Пам'ятна таблиця про заснування лікарні в Бережанах

Бережанська центральна районна клінічна лікарня створена в 1939 році, хоча перша згадка про медицину на Бережанщині відноситься до XVII століття. В Бережанах тоді були декілька незалежних родин — лікар, цирульник, аптекар, які надавали медичну допомогу.
У 1894—1896 роках на пожертви графині Потоцької в Бережанах побудовано лічницю на 60 ліжок. Операційний блок лічниці практично без реконструкції зберігся донині. В лікарні було два відділи — жіночий і чоловічий, в яких лікувалися хворі терапевтичного, хірургічного та інших профілів. Інфекційний відділ, де переважали хворі туберкульозом, знаходився в окремій будівлі. В лікарні працювало 3 лікарів і 9 медичних сестер-монашок. Проводились операції щодо апендициту, кил, резекцій шлунка та інколи видалення зобу. Оперував лікар В. Велінський, що одночасно виконував обов'язки головного лікаря.
Лікування в лікарні було платним, за класами: перший клас коштував 12, другий — 8 і третій — 5 злотих на добу. Операції, ліки, перев'язки та інші маніпуляції оплачувались окремо. Наприклад, за операцію апендициту платили 200—300 злотих, за резекцію шлунка та подібну складну операцію — до 1000 злотих; одне рентгенівське просвічування коштувало 30 злотих, аборт — 100 злотих (для порівняння, корова — 10 злотих). За кожне відвідування необхідно було заплатити 5 злотих, за виклик додому — 10 злотих, а в нічний час — 20 злотих. Виїзд у село до хворого в залежності від відстані коштував від 20 до 50 злотих, вночі — вдвічі більше.
З 1900 до 1939 у лікарні працювали: Осип Ковшевич, Я. Невестюк, О. Монацький, повітовий лікар В. Лаврівський, Л. Мигоцький, О. Баран, лікарка-дантистка Попович-Крамарчук, І. Коссак, А. Дідуник, Г. Чвартацький, А. Жуковський, В. Кіналь, Л. Бородайко, А. Якимів, М. Мигоцький, Р. Кізь, І. Дубицький, М. Манацька-Гук.
Після «приєднання» в 1939 Західної України до СРСР Бережанський повіт поділено на два райони: Бережанський і Козівський. «Загальна лікарня» стала районною на 100 ліжок, де було організовано відділи: терапевтичний, хірургічний, акушерсько-гінекологічний та інфекційний. Головним лікарем лікарні став В. Білінський, йому допомагали В. Лаврівський, Л. Мигоцький, Я. Доник, Морасевіч, Вікторчик, Фалок, Померанц та інші.

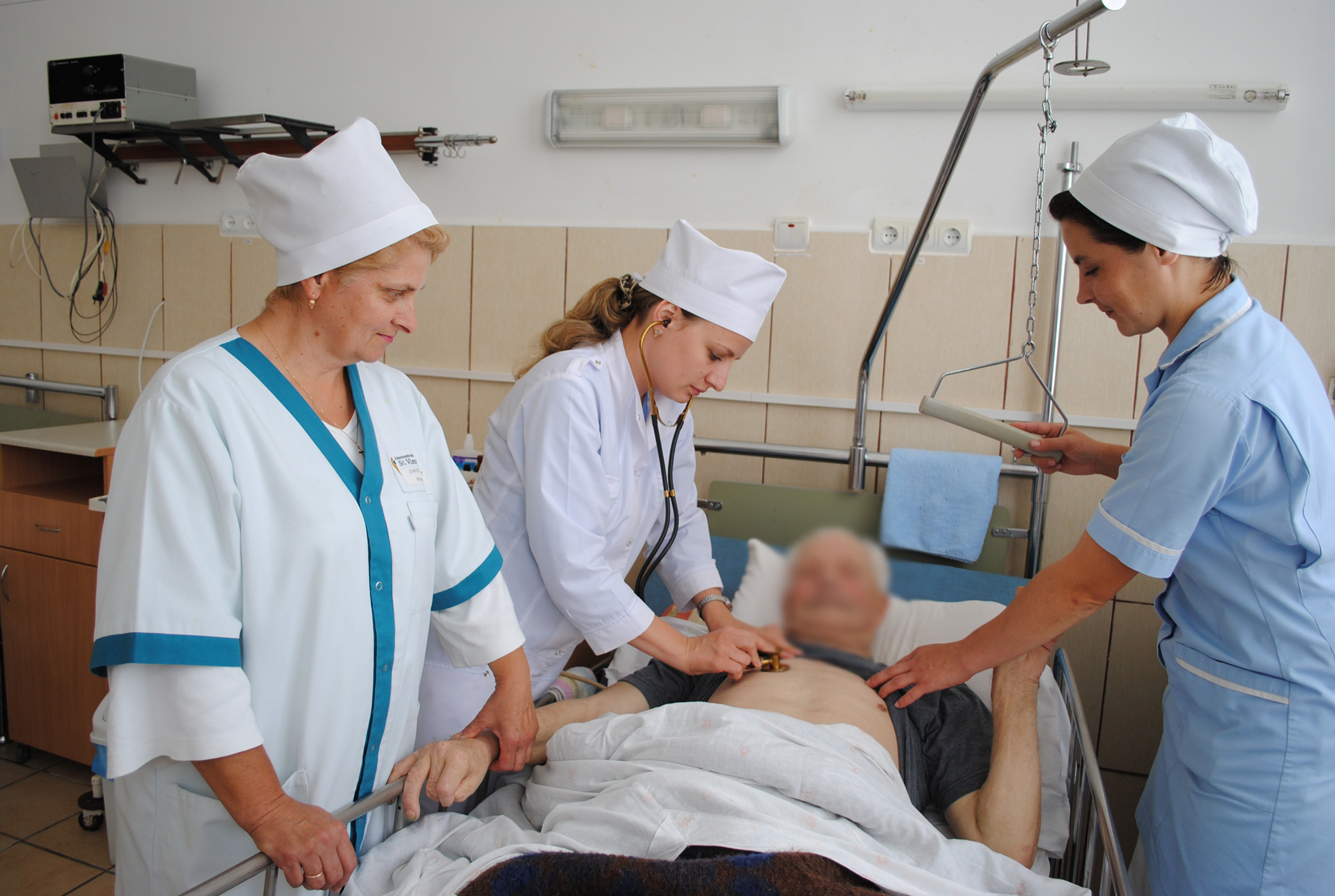
Обстеження пацієнта, червень 2011

У роки німецької окупації (7 липня 1941 — 22 липня 1944) знову введено платне лікування для стаціонарних хворих. Поліклінічний відділ зруйнований бомбою, більшість лікарів-євреїв розстріляна німцями, деякі надавали медичну допомогу воякам УПА.
У липні-серпні 1944 в районі не було жодного лікаря. Незабаром облздороввідділ направив у район двох молодих випускниць медінституту — В. Набокову, яка стала хірургом і головним лікарем лікарні і Л. Романову — завідувачку райздороввідділом. Для надання складної хірургічної допомоги викликали хірурга з Чорткова, де в той час знаходився облздороввідділ.
У 1945 в район спрямовано лікарів М. Польгуна, що був головним лікарем і завідувачем хірургічним відділом, О. Польгун — лікаря акушер-гінеколога (з 1948—1949 — завідувачка пологовим відділом), М. Цибулько — завідувачка терапевтичним відділом, Д. Пустовойтенко — завідувачка поліклініки та Чепікову — завідувачку санепідвідділом. Зі східних областей України направлено також багато середніх медпрацівників. Головною медичною сестрою лікарні з 1939 до 1950 р. була Г. Дяків.
У 1946 лікарню очолив хірург В. Оленченко. На цей рік діяла лікарня на 120 ліжок, поліклініка, жіноча і дитяча консультації, санепідвідділ, дитячі ясла. Працювало 8 лікарів і декілька середніх медичних працівників. Досвідчений хірург М. Ліщенюк почав проводити складні хірургічні операції (на органах черевної порожнини, акушерсько-гінекологічні, нейрохірургічні, отоларингологічні, тощо).
У 1951 при районній поліклініці почав працювати протитуберкульозний кабінет, організовано пункт переливання крові, який заготовив у цьому році перші 36 літрів крові.
У 1957 ліквідовано відділи охорони здоров'я, а його функції передано районній лікарні. Всі медичні заклади, включаючи санепідемстанцію, влилися в склад лікарні і стали її відділами. 1959 при поліклініці організовано водогрязелікарню, яку в 1965 переведено в нове двоповерхове приміщення.

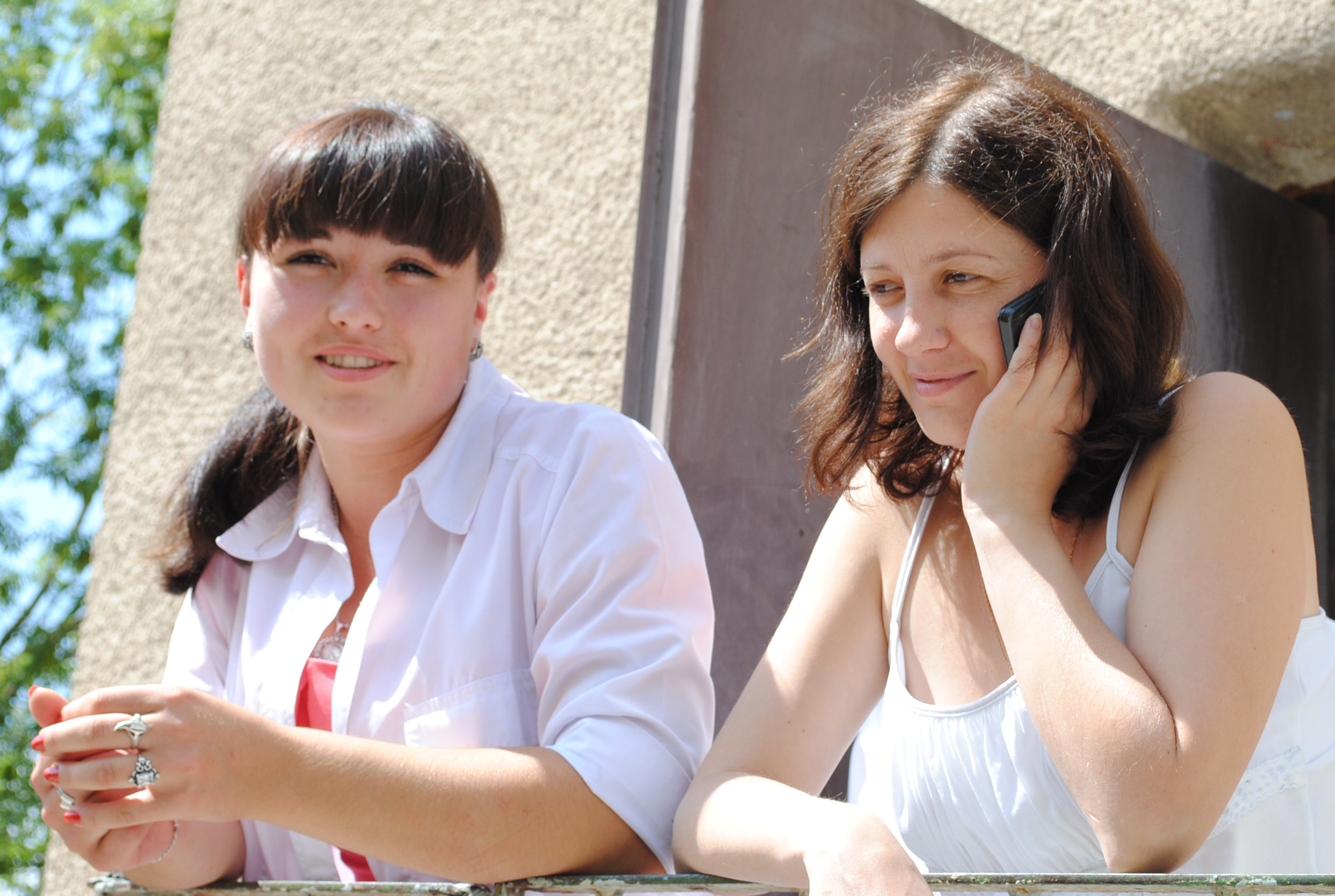
Медсестри приймального відділення Мар'яна Горська та Ірина Боднарчук, червень 2011

У середині 1960-х років лікарню добудовано. Наприкінці 1962 тут нараховувалося 215 ліжок, функціонували основні відділи, оснащені апаратурою, лабораторним обладнанням, тощо. Створено відділ швидкої медичної допомоги, який обслуговував не тільки місто Бережани, а й жителів району. Вперше в області у відділі створені лікарські бригади швидкої допомоги.
3 1964 Бережанський район укрупнено за рахунок сусіднього Підгаєцького, тому в 1971—1975 проводилася перепрофілізація ліжок у центральній, номерній та дільничній лікарнях, з 1973 р. розпочато спеціалізований прийом у дитячій консультації. За рахунок кооперації коштів колгоспів велося будівництво терапевтичного корпусу лікарні (запрацював 1982-го). З його введенням потужність центральної районної лікарні зросла до 400 ліжок, відкрито нові спеціалізовані відділи: кардіологічний, неврологічний, ортопедо-травматологічний, ЛОР-відділ; поліпшені умови хірургічного, терапевтичного, пологового відділів.
У 1988 розпочато і за 9 місяців завершено будівництво поліклініки на 475 відвідувань за зміну. Розпочато будівництво нового корпусу дитячого відділу в Бережанах.
Після відновлення в 1992 році Підгаєцького району, в Бережанській районній лікарні зменшилась кількість населення, яке вона обслуговувала.

## Персонал

### Головні лікарі
- В. Білінський — 1939—1941,
- В. Набокова — 1944—1945,
- М. Польгун — 1945—1946,
- В. Оленченко — 1946—1957,
- А. Комасюк — 1957—1964,
  - заступники — І. Войтович, М. Ліщенюк, О. Сергеєва,
- В. Ткач — 1964—1985,
  - заступники — М. Ліщенюк, П. Мельник, В. Борисюк,
- Василь Романович Вридник — нині

### Лікарі

#### Працювали
- Олександр Темченко — в 1977—1979[1]
- Андрій Хлопась — хірург, завідувач хірургічного відділення в 1997—2005,

### Медсестри

#### Працювали
- Мирослава Захарків — майстер декоративно-ужиткового мистецтва, медсестра[2]